# 高橋 (亀島川)
高橋（たかばし）は、亀島川にかかる橋。西岸は中央区八丁堀三丁目・四丁目、東岸は中央区新川二丁目。橋下には京葉線が通る。赤穂浪士一行が吉良邸で討ち入り後に旧主の墓前がある泉岳寺に向かう際に渡った橋と言われている。

## 橋の概要
- 構造形式
  - 単純鋼床版箱桁橋
- 橋長 34.7 m
- 総幅員 23.8 m
- 竣工 1983年（昭和58年）3月

## 歴史
創架は江戸時代初期と言われており、「正保江戸図」(1644年)に高橋は既に描写されていることから少なくとも1644年以前には建築されていたことがわかる。

### 架け替えの歴史
- 1882年 10月　-　錬鉄製ワーレントラス橋に架け替え（日本人技術者によって設計された初の国産道路橋）
- 1919年  2月　-　三連鉄筋コンクリートアーチ橋に架け替え
- 1983年  3月　-　現在の橋（単純鋼床版箱桁橋）に架け替え